# Партизанская (Гомельская область)
Партиза́нская (бел. Партызанская; до 30 июля 1964 года — Авраамовская) — деревня в Хойникском районе Гомельской области Республики Беларусь. В составе Великоборского сельсовета.

## География

### Расположение
Железнодорожная платформа Авраамовская (на ветке Василевичи — Хойники от линии Гомель — Калинковичи), в 5,7 км на север железнодорожная платформа Избынь, в 18 км от Хойники 93 км от Гомеля.

### Гидрография
На западе, юге и востоке сеть мелиоративных каналов, соединённых с рекой Припять (приток реки Днепр).  
Вблизи расположено Великоборское водохранилище (или озеро Избынь). 

## Транспортная сеть
Транспортные связи по просёлочной, а затем автодороге Хойники — Речица. Планировка состоит из 2 криволинейных улиц на запад от железной дороги и ориентированных с юго-запада на северо-восток. На востоке — обособленный участок застройки. Жилые дома преимущественно деревянные, усадебного типа.

## Этимология
До 30 июля 1964 года деревня Партизанская называлась Авраамовская. В карте 1913 года она не обозначена.

## История
Основана в XIX веке переселенцами из соседних деревень, в Речицком уезде Минской губернии. После сдачи в эксплуатацию 23 сентября 1911 года железной дороги Василевичи — Хойники начал работать разъезд, а затем железнодорожная станция Авраамовская. С 1912 года работает лесопилка (в 1932 году — 140 рабочих).
Во время Великой Отечественной войны партизаны 19 ноября 1943 года разгромили на железнодорожной станции немецкий гарнизон. 48 жителей погибли на фронте. Согласно переписи 1959 года в составе совхоза «Великоборский» (центр — деревня Великий Бор). Расположены деревообрабатывающий цех Хойникского промкомбината, обозоколёсный завод, лесничество, швейная и сапожная мастерские, участок лесхоза, средняя школа, Дом культуры, библиотека, детский сад и ясли, больница, аптека, общежитие для престарелых и инвалидов, отделение связи, столовая, 6 магазинов.

## Население

### Численность
2021 год — 95 жителей, 60 хозяйств

### Динамика
- 1959 год — 1289 жителей (согласно переписи)
- 2004 год — 302 жителя, 149 хозяйств
- 2021 год — 95 жителей, 60 хозяйств

## Инфраструктура
- Партизанское лесничество ГЛХУ "Хойникский лесхоз"[2]

## Культура
- Партизанский сельский клуб - библиотека — Филиал ГУК "Хойникский районный Дом культуры"

## Известные уроженцы
- А. Т. Сопот — белорусский писатель